# Fabio Zaetta
Fabio Zaetta es un deportista italiano que compitió en tiro con arco, en la modalidad de arco compuesto. Ganó una medalla de oro en el Campeonato Mundial de Tiro con Arco en Sala de 2001, en la prueba por equipo.

## Palmarés internacional
| Campeonato Mundial en Sala | Campeonato Mundial en Sala | Campeonato Mundial en Sala | Campeonato Mundial en Sala |
| Año                        | Lugar                      | Medalla                    | Prueba                     |
| -------------------------- | -------------------------- | -------------------------- | -------------------------- |
| 2001                       | Florencia (Italia)         | Medalla de oro             | Equipo                     |